# Fiordland
Fiordland je geografická oblast v jihozápadní části Jižního ostrova Novém Zélandu v regionu Southland. Většině oblasti dominují strmé svahy Jižních Alp, hluboká jezera a obtížně přístupné fjordy. Název „Fiordland” je odvozen ze skandinávského fjord a anglického land („země” či „území”) doslova tedy „Země fjordů”. Na většině území se nachází národní park Fiordland.
Z důvodu těžko přístupného terénu a extrémního počasí (vysoké množství srážek, tuhé zimy) je většina oblasti lidem nepřístupná. Následkem toho zde nikdy nedošlo ke kácení a vypalování lesů a dnes představuje Fiordland oblast s největší diverzitou flory a fauny v rámci Nového Zélandu.